# Futbol indoor

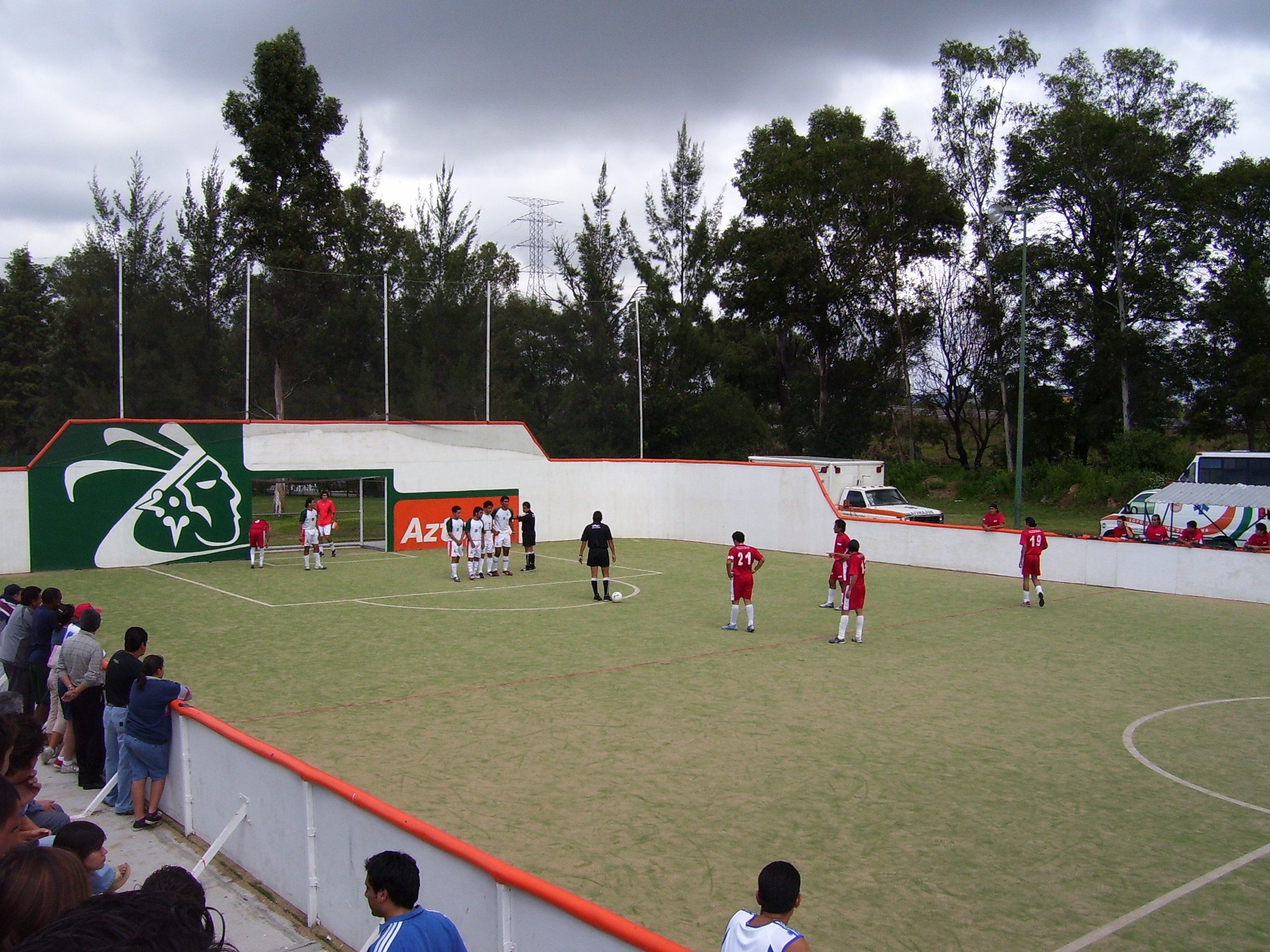
Partit de futbol indoor a l'aire lliure

El futbol indoor és una modalitat de futbol que es caracteritza pel fet que es disputa en un terreny de joc de menors dimensions que el futbol 11 i pel fet que existeix una paret al voltant del camp on pot rebotar la pilota.

## Regles
- Terreny de joc: acostuma a ser de gespa artificial i les seves dimensions és al voltant dels 40 x 20 m. Els límits del terreny de joc estan formats per uns murs d'altura superior a un metre. Es pot practicar tant en recintes coberts com a l'aire lliure.
- Equips: cada equip està compost per 5 jugadors, 4 de camp i un porter, essent permeses tantes substitucions com es desitgi.
- Utilització de les parets: les parets que delimiten el terreny de joc es poden usar com si fos un element més del joc, podent rebotar-hi la pilota sense problema. Només si la pilota surt del terreny per damunt del mur o xoca contra el sostre del pavelló es realitzarà una treta de banda. Aquesta es fa amb una sola mà i per sota de la cintura.